# Jordi Torremadé Martínez
Jordi Torremadé Martínez (Barcelona, 9 de enero de 1923 - 2 de noviembre de 1990) fue un atleta que cambió de sexo en 1941 y batió récords de España de atletismo femenino donde no tenía rival en la época. Revolucionó el atletismo español por sus inéditas marcas hasta entonces y posteriormente debido a su transición de género sus marcas fueron invalidadas.
Torremadé nació en el barrio del Guinardó, nadie advirtió que tenía un Síndrome de Morris, una condición intersexual, y por eso fue criado como una niña y vivió como mujer hasta los 19 años de edad, momento en el que cambió de género.
Antes de su cambio de sexo empezó a destacar en varios deportes con los que se evadía de su peculiar situación puesto que a pesar de no saber qué le pasaba no se sentía mujer.
Practicó baloncesto con el Club Deportivo Laietà y fue portero de hockey sobre hierba en el SEU. Triunfó sobre todo en el atletismo con el Real Club Deportiu Espanyol donde llegó a ser recibida, incluso, por Lluís Companys.
Durante los años 1940 y 1941, fue pulverizando varios récords femeninos, catalanes, españoles y hasta el europeo de 60 metros lisos cercano a la plusmarca mundial: cros, 60 m, 100 m, 200 m, 800 m, 4 x 100 m, saltos de altura y saltos de longitud.
En 1942, a los 19 años Maria modificó su nombre al Registro Civil por el de Jordi después de una cirugía de afirmación de género. Su carrera en el atletismo se truncó y sus marcas desaparecieron de los registros oficiales.
El 13 de febrero de 1942 el diario sensacionalista madrileño Informaciones sacó a la luz su cambio de sexo. Debido al escándalo de este caso, la Sección Femenina aprovechó para prohibir el atletismo femenino en España durante más de 20 años puesto que decía que el deporte masculinizaba las mujeres alejándolas de su función natural que era la maternidad. Una circular de 1943 era bastante clara, la mujer española "solo practicaría los deportes que no perjudicaran su función específica: la maternidad”. En 1963 debido a las protestas se volvió a permitir el atletismo femenino.
El 5 de agosto de 1952 se casó con Catalina Pons Bofill, contra la voluntad de su padre que lo desheredó, y en 1959 se afincó en París donde trabajó en una multinacional. Posteriormente volvió a Barcelona, donde se estableció hasta su muerte. Murió en Barcelona de una dolencia cardíaca, a los 67 años de edad.
Participó en varios programas como Angel Casas Show (TVE2) (19-6-1984) y La vida en un chip (TV3), donde explicaba su particular historia. Su historia también apareció en varios medios (especialmente prensa deportiva).